# 疾病诊断相关组
疾病诊断相关组（Diagnosis-related group，簡稱DRG）是醫療界用到的一種分组方法，醫院将病例分为467個组合。由於各個患者的治疗手段和特征都不盡相同，所以每个病例会进入不同的組別，同一個組內的患者临床症狀相似、费用和医院资源消耗的也差不多。不同的組，费用/时间消耗指数，死亡率以及死亡風險等指標都不盡相同。
該分類方法由耶鲁管理学院的Robert B Fetter和耶鲁大学公共卫生学院的John D. Thompson共同提出。自1982年以来，美国的医保机构都是按照每個病例所在的诊断相关组的付费标准將費用支付給醫院，而不是按照患者在院的实际费用支付给醫院。